# 秋葉瑠世
秋葉 瑠世（あきば りゅうせい、1995年1月21日 - ）は、神奈川県横浜市出身のレーシングドライバー、元俳優、元タレント、元ジャニーズJr.。現在はD1グランプリに参戦している。

## 略歴

### 俳優・タレントとして
病院でのスカウトをきっかけに2004年6月、フラックスファイブに入所、映画『ハブと拳骨』で子役デビューする。2005年エイベックス・マネジメントに移籍する。2006年スリー・アローズ・エンターテイメントに移籍。主にCMやドラマなどに出演する。
2007年3月に横浜市立牛久保中学校を卒業。同月にフィジー共和国に留学し、Namaka Public Schoolに入学。2008年2月にニュージーランドのGisborne Boys' High Schoolに入学。2010年4月に日出学園高校の芸能科に入学。同年10月、ジャニーズ事務所に入所しジャニーズJr.として芸能活動を再開する。2012年、NHK Eテレ放送の教育番組『テストの花道』やBSスカパー!『ジャニーズJr.ランド』にレギュラー出演。
2013年1月にNHK Eテレ放送の教育番組「テストの花道」内の自身のブログで、「将来は必ずレーサーになりたい」とコメントし、2013年4月にジャニーズ事務所を退所。
2013年4月、目白大学外国語学部英米学科に入学。

### レーシングドライバーとして
幼い頃から車が好きで、小学1年生の時にD1ドライバーの助手席に同乗した事がきっかけでドリフトに興味を持つ。
2013年3月に免許を取得し、ドリフトの練習を始める。
2015年5月2日に鈴鹿ツインサーキットで行われたD1ライセンス選考会で3位となり、D1ストリートリーガルへの出場権を獲得する。さらに同年8月25・26日に開催された全日本学生ドリフト王座決定戦では東大会優勝、東西統一戦で3位という成績を収めた。同年の10月、レース活動に専念するため目白大学を中退。
2016年にはフォーミュラ・ドリフト・ジャパンにチーム「RYUSEI × RASTY × HKY」としてスープラ（JZA80）で、D1ストリートリーガルにチーム「HKY with R.Y.O JAPAN」として180SXで参戦した。
2018年、チーム「Nichiei racing GOODRIDE」S15シルビアでD1ライツに参戦。開幕戦の日本海間瀬サーキットでは準優勝を果たした。また同年10月にはドリフト系セレクトショップである「BOOSTAR-69」を開業し、ドリフト走行向けの部品の販売を行っている。
2019年には韓国やマレーシアのドリフトイベントにも参戦した。
2021年は自身のチームであるBOOSTAR RACINGからS15シルビアでD1グランプリにスポット参戦。新型コロナウイルスで延期され事実上の最終戦となった第6戦エビスでは参戦後初となる追走進出を果たした。
2022年も引き続きBOOSTARからS15シルビアで参戦し、シリーズ総合14位でシーズンを終えた。
2023年はシーズン序盤から中盤にかけて苦戦しノーポイントが続いたものの、第7戦オートポリスでは久しぶりに追走進出し7位、翌日同コースで行われた第8戦では準優勝を果たした。

## 出演
グループでの出演はジャニーズJr.#出演を参照。個人での出演のみ記載。

### バラエティ
- テストの花道（2010年3月29日 - 2014年3月17日、NHK Eテレ）

### CM
- UR都市機構（2004年）
- ベネッセ　進研ゼミ　チャレンジ3年（2004年3月）
- マクドナルド　「ハッピーセット　ポケモン」編（2005年5月 - 6月） - 主演
- 日糧製パン　「ちゃんと食べる朝」編（2006年9月） - 主演

### 映画
- 短編映画「おかえり」（2005年） - 主演
- 短編映画「夏の散歩道」（2005年） - 主演　※小田原映画祭
- 「ハブと拳骨」（2006年） - 主演:幼少期 / 物乞い少年（2役）
- 短編映画「白昼夢」（2006年） -　少年 役
- 「STAY」（2006年） - 主演:幼少期

### 映像作品
- 教育ビデオ「KIDS　ISOプログラム14000」初級編（2006年） - 主演
- 製薬会社エモーショナルPV（2007年） - 主演